# Wat Yai Chaimongkhon
Wat Yai Chaimongkhon (tiếng Thái: วัดใหญ่ชัยมงคล, phiên âm: Vát Dai Chai-mông-khon) hay còn gọi là Wat Phra Chao Phya Thai là một di tích nằm trong tổ hợp di tích Công viên lịch sử Ayutthaya - di sản thế giới của Thái Lan được công nhận vào năm 1991.

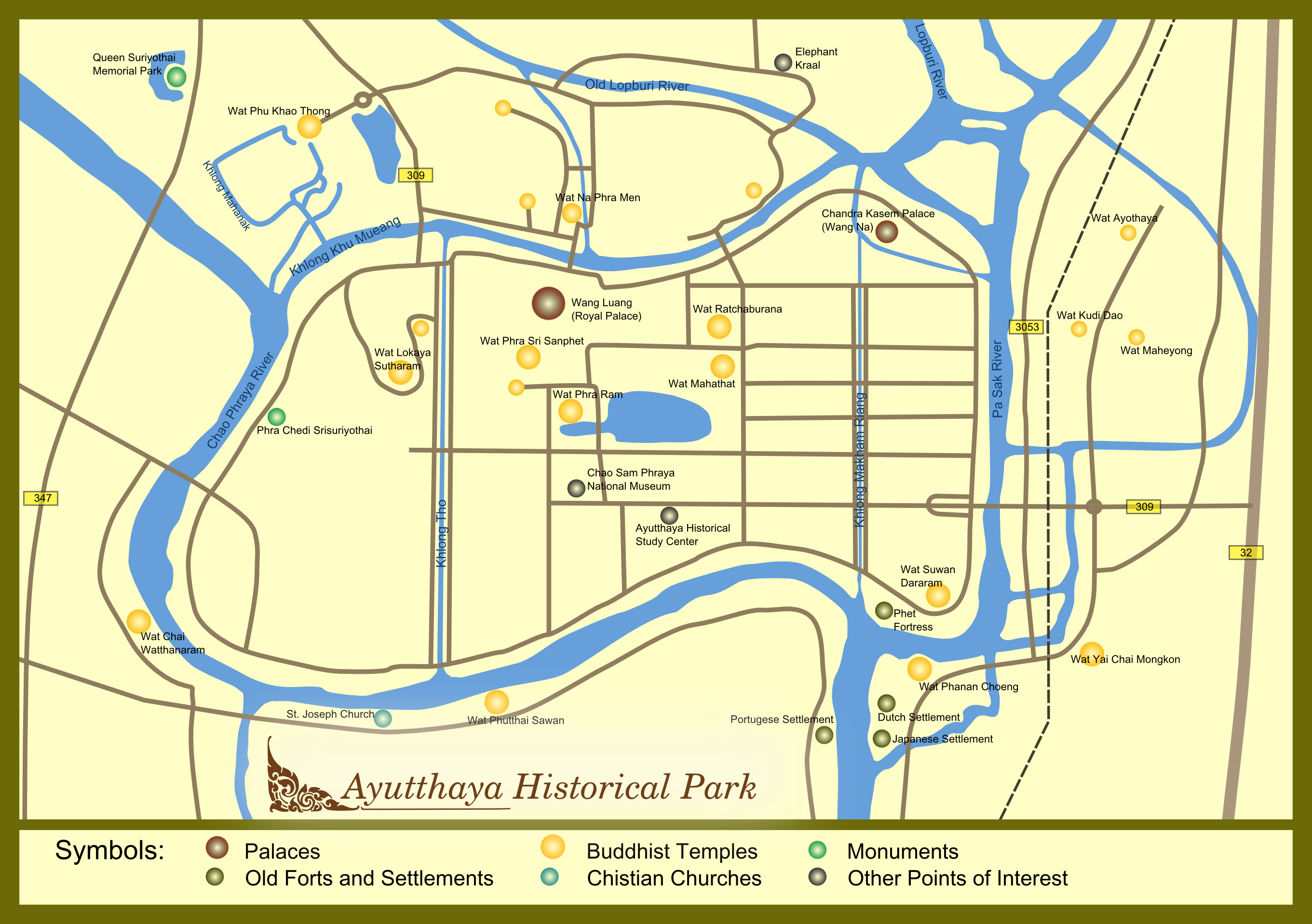
Xem vị trí của Wat Yai Chaimongkhon trên bản đồ

Ngôi đền này được xem là rất quan trọng trong lịch sử và là di tích duy nhất trong công viên có thể nhìn từ xa.

## Vị trí
Ngôi đền này nằm về phía Đông Nam thành phố gần tuyến đường sắt từ Hualamphong. Có thể nói, trong các di tích tại công viên, Wat Yai Chaimongkhon nằm biệt lập  với các di tích còn lại.

## Lịch sử chùa
Vua U-thong đã cho xây dựng tu viện vào năm 1357 để dành cho các vị sư đi học đạo từ Sri Lanka trở về. Thoạt đầu nó có tên là Wat Pra Kaeo, sau khi đức vua trao tặng danh hiệu "Somdej Phra Vanarat", tu viện được mang tên là Wat Phra Chao Phya-Thai, nghĩa là "Ngôi đền tối cao".

## Miêu tả
Wat Yai Chaimongkhon là một tổ hợp các kiến trúc gồm tu viện, mộ tháp và chùa chiền. Mộ tháp lớn nhất được xây trên một nền cao với hai ngôi mộ tháp nhỏ hai bên và hai tượng Phật khổng lồ. Ngay tại bức tượng Phật khổng lồ này là những cây hoa đại trăm tuổi.
Năm 1592, vua Naresua, nhân dịp chiến thắng trong một trận chiến tay đôi với hoàng tử xứ Burma trên lưng voi, đã ra lệnh xây dựng một ngôi chùa lớn tại đây với ý tưởng kiến trúc khổng lồ này sẽ tương xứng với ngôi chùa lớn của Wat Pukhao Thong ngôi chùa được xây dựng vào năm 1387 dưới triều đại vua Ramesuan, nằm cách cung điện Hoàng Gia 2 km về phía Tây Bắc).
Bậc thang lên đến đỉnh mộ tháp rất dốc gần 90 độ và du khách rất khó khăn để đi lên ngôi mộ tháp này. Tuy nhiên ở khoảng giữa có một hành lang chạy quanh ngôi mộ tháp lớn nhất. Bên ngoài bức tường là những ngôi mộ tháp nhỏ hơn nằm rải rác trên bãi cỏ xanh, những nét đổ nát làm lộ ra những viên gạch bên trong các mộ tháp khiến cho vẻ cổ kính của di tích thêm thu hút. Chính sự đổ nát này khiến cho tổ hợp kiến trúc mang một nét rất cổ kính.
Phần bức tường gạch bao quang chùa đã đổ nát nhưng đã được trùng tu, các bức tượng Phật trải dài thẳng tắp và được khoác lên những mảnh áo vàng khiến cho chùa thêm phần linh thiêng.
Di tích được mở cửa cho du khách tham quan từ 8g-18g với phí tham quan 20 baht/khách.